# Eduardo Sasha
Eduardo Colcenti Antunes, meglio noto come Eduardo Sasha (Porto Alegre, 24 febbraio 1992), è un calciatore brasiliano, attaccante del RB Bragantino.

## Caratteristiche tecniche
È un'ala destra.

## Carriera
Cresciuto nelle giovanili dell'Internacional, ha esordito il 12 settembre 2010 in occasione del match pareggiato 0-0 contro il Goiás.

## Palmarès
- Campionato brasiliano: 1

Atlético Mineiro: 2021
- Coppa del Brasile: 1

Atlético Mineiro: 2021